# Phygopoides pradosiae
Phygopoides pradosiae là một loài bọ cánh cứng trong họ Cerambycidae.